# Саидов, Ибрагим Магомедсаидович
Ибрагим Магомедсаидович Саидов (бел. Ібрагім Магамедсаідавіч Саідаў, род. 9 марта 1985, с. Кокрек, Хасавюртовский район, Дагестан) — белорусский, ранее — российский борец вольного стиля, бронзовый призёр Олимпийских игр в Рио (2016), чемпион и призёр чемпионатов России и Белоруссии. Заслуженный мастер спорта Республики Беларусь (2016), мастер спорта России международного класса.

## Биография
По национальности — аварец. Окончил юридический факультет Дагестанского государственного университета (Махачкала).
В 2012 году был дисквалифицирован на 2 года за употребление запрещенного вещества.
В 2015 году был приглашён в Белоруссию тренером Анатолием Белоглазовым для укрепления конкурентоспособности в сборной команде. С 2016 года живёт в Гродно, тренируется в Гродненском областном комплексном центре по олимпийским видам спорта. Представитель Белорусского физкультурно-спортивного общества «Динамо».

«Беларусь — это моя вторая родина… Благодаря вашей стране довелось поучаствовать в Олимпийских играх и принести всем медаль.»
— Из интервью.
Юсуп Джалилов, завоевавший для Белоруссии олимпийскую лицензию на европейском квалификационном турнире, был дисквалифицирован за употребление станозолола на 4 года, и Саидову пришлось бороться за путевку на последнем квалификационном турнире в Стамбуле.

## Политические взгляды
Подписал открытое письмо спортивных деятелей страны, выступающих за действующую власть Беларуси после жестких подавлений народных протестов в 2020 году.

## Достижения
- Турнир на призы Александра Медведя (Минск, 2018) — ;
- Турнир памяти Дмитрия Коркина (Якутск, 2018) — ;
- Чемпионат Белоруссии (Минск, 2018) — ;
- Олимпийские игры (Рио-де-Жанейро, 2016) — ;
- 2-й мировой олимпийский квалификационный турнир (Стамбул, 2016) — ;
- Турнир «Иван Ярыгин» (Красноярск, 2015) — ;
- Межконтинентальный кубок (Хасавюрт, 2015) — ;
- Чемпионат Белоруссии (Минск, 2015) — ;
- Чемпионат России (Санкт-Петербург, 2012) — ;
- Турнир «Иван Ярыгин» (Красноярск, 2012) — ;
- Турнир «Яшар Догу» (Стамбул, 2011) — ;
- Кубок Рамзана Кадырова (Грозный, 2010) — ;
- Чемпионат России (Волгоград, 2010) — ;
- Кубок Рамзана Кадырова (Грозный, 2009) — ;
- Чемпионат России (Казань, 2009) — ;
- Кубок мира (Владикавказ, 2008) —  (команда);
- Чемпионат России (Санкт-Петербург, 2008) — ;
- Турнир «Шамиль Умаханов» (Хасавюрт, 2008) — ;
- Турнир «Али Алиев» (Махачкала, 2008) — ;
- Турнир «Иван Ярыгин» (Красноярск, 2008) — ;
- Чемпионат России (Москва, 2007) — ;